# Hoeocryptus undulatus
Hoeocryptus undulatus là một loài tò vò trong họ Ichneumonidae.